# Lalawélé Atakora
Lalawélé Atakora (* 9. November 1990 in Lomé) ist ein togoischer Fußballspieler. 

## Karriere
Atakora machte erstmals bei der U-17-Weltmeisterschaft 2007 auf sich aufmerksam. In den folgenden Jahren von mehreren europäischen Vereinen umworben entschied er sich wie viele afrikanische Talente für einen Wechsel nach Norwegen. 2009 schloss er sich Fredrikstad FK an, bei dem er zunächst in der Nachwuchsmannschaft spielte. Gegen Ende der Erstliga-Spielzeit 2009 debütierte er als Einwechselspieler in der Tippeligaen und kam zu zwei Kurzeinsätzen. Nach dem Abstieg in die zweitklassige Adeccoligaen am Jahresende lief jedoch zunächst seine Arbeitserlaubnis in Norwegen ab, der Verein fand jedoch eine Lösung und verlieh ihn für das erste Halbjahr 2010 an den schwedischen Drittligisten IFK Värnamo in die Division 1. In elf Spielen erzielte er drei Tore. Im Sommer 2010 kehrte Atakora zu Fredrikstad FK zurück, kam jedoch erneut nicht über den Status eines Ergänzungsspielers hinaus. In fünf Kurzeinsätzen trug er zum direkten Wiederaufstieg des Klubs in die erste Liga bei, sein auslaufender Vertrag wurde jedoch nicht verlängert. Daher kehrte er in sein Heimatland zurück und schloss sich Liberty Sport du Togo an. Im Mai 2011 nahm er mit der Nationalmannschaft am WAFU Cup of Nations teil. Beim 3:2-Endspielsieg gegen Nigeria avancierte er mit zwei Toren und einer Torvorlage zum Matchwinner und wurde zum besten Spieler des Turniers gewählt. Im August 2011 wechselte Atakora abermals nach Schweden. Beim mehrfachen Landesmeister AIK unterzeichnete er einen Vertrag bis zum Saisonende mit Option auf Verlängerung. In seinem ersten halben Jahr hauptsächlich Ergänzungsspieler eroberte er sich in der Vorbereitung auf die Allsvenskan-Spielzeit 2012 einen Stammplatz. Nach durchwachsenen Leistungen in den ersten Saisonspielen entwickelte sich ein Zweikampf mit Daniel Gustavsson um den Platz auf der linken Außenbahn, so dass er zwischen Stammformation und Ersatzbank schwankte. Zum Sommer 2013 wechselte er auf Leihbasis in die türkische TFF 1. Lig zum Aufsteiger Balıkesirspor. Mit diesem Klub wurde er am Saisonende 2013/14 Vizemeister der TFF 1. Lig und stieg in die Süper Lig auf. Nach diesem Erfolg verließ er diesen Klub wieder. 2014 wechselte er zu Helsingborgs IF.  Mit seinem Wechsel zum Zweitligisten Adana Demirspor setzte Atakora im Sommer 2017 seine Karriere wieder in der Türkei fort. Doch schon ein Jahr später folgte der Wechsel nach Aserbaidschan zum FK Qəbələ. Dann folgten im Jahresrhythmus die Vereine Kazma SC aus der Kuwaiti Premier League, den heimischen ASKO Kara, Syrianska FC aus der schwedischen Vierten Liga und seit 2022 steht Atakora beim französischen Drittligisten FC Ouest Tourangeau unter Vertrag. 

## Erfolge
- Aserbaidschanischer Pokalsieger: 2019
- Togolesischer Meister: 2021